# Escola dels ànecs mandarins i de les papallones

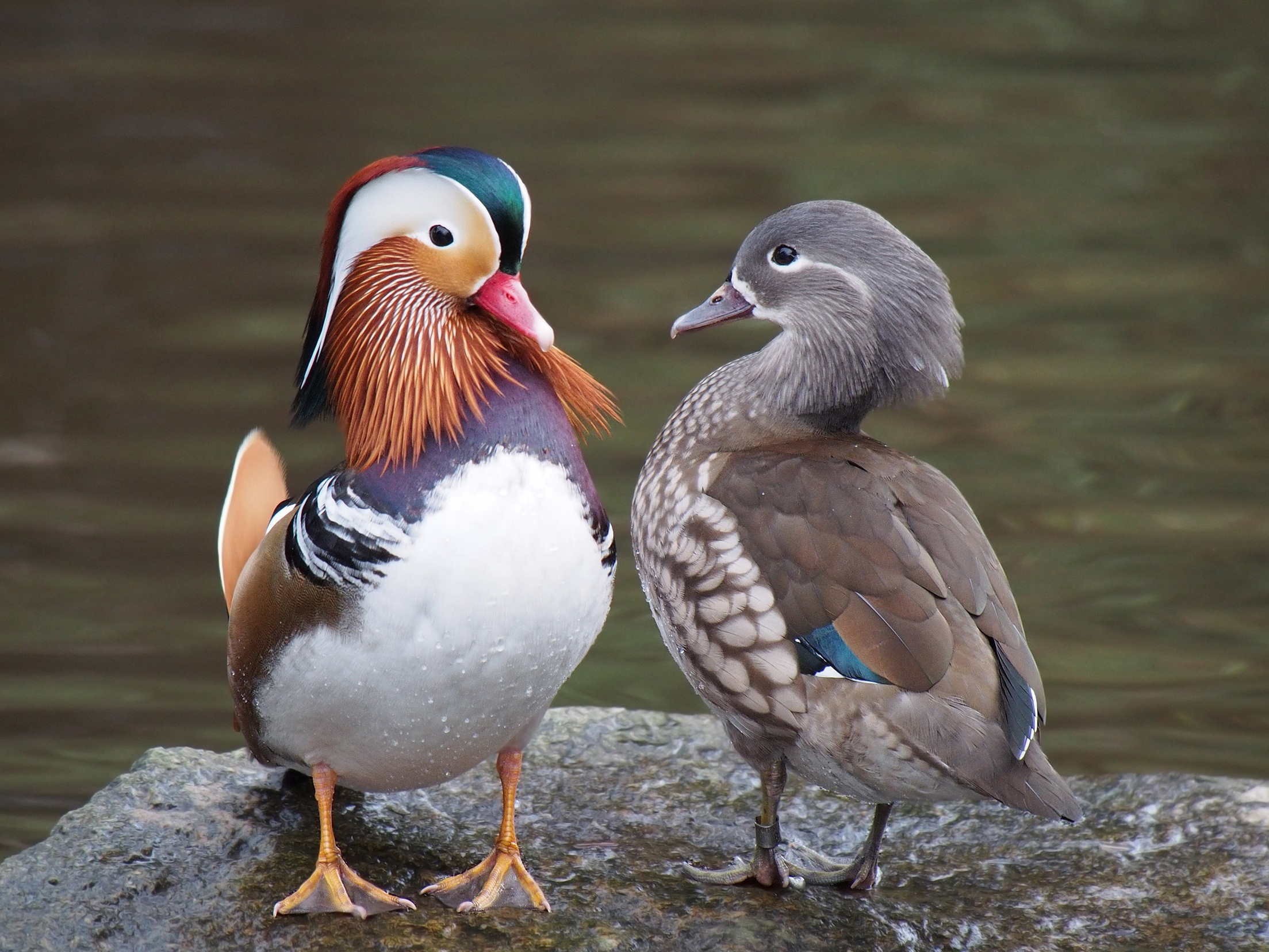
Ànecs mandarins

Lescola dels ànecs mandarins i de les papallones (xinès simplificat: 鸳鸯蝴蝶) va ser un gènere literari de ficció xinesa, molt popular a la primera meitat del segle xx, especialment a la dècada de 1920, des de finals de la dinastia Qing fins als primers anys de la República de la Xina. Pràcticament va desaparèixer després de la segona guerra sino-japonesa.

## El nom de l'escola
Va rebre el nom a partir del vers "Trenta-sis ànecs mandaríns i un cocell de la vida, un parell de papallones pobres" inclòs en la novel·la de Wei Xiuren, 花月痕 (Hua Yue Hen ó Hua Yue Mark), traduit com "The ideal setting for a couple in love". Aquest llibre va ser popular a finals de la Dinastia Qing abans de l'onada de novel·les de l'escola dels ànecs i les papallones i de les obres de l'estil Xian Xia (仙俠). Alguns estudiosos indiquen que la denominació la va utilitzar per primer cop l'escriptor Zhou Zuoren.
També s'anomena "escola del dissabte" per haver publicat part de les obres a la revista "Dissapte" de Shanghai.

## Característiques de l'estil
La literatura dels ànecs i les papallones té les seves arrels en les d'històries d'amor xineses del segle XVII, conegudes com a "caizi jiaren" (才子佳人) o històries de "belles i erudits". Els escriptors d'aquest gènere van escriure històries, sovint tràgiques, d'amor prohibit entre un erudit masculí sensible i una dona bella i virtuosa, i finalment van evolucionar per incloure dinàmiques d'heroisme, militarisme, sentimentalisme, escenes íntimes i principis confucians.
L'estil va incloure com a temes preferits, les històries romàntiques, els escàndols socials i els crims. Una de les primeres obres importants va ser escrita per Xu Zhenya (徐瑜亚), un escriptor de la província de Jiangsu. La seva novel·la del 1912 ("玉梨死"), o "Jade Pear Spirit", explica una història d'amor intensa i tràgica a finals de la Xina imperial. A la història, una vídua s'enamora del tutor dels seus fills. La passió dels amants els obliga a jurar compromís etern i escriure cartes amb sang, però no s'atreveixen a fer públic la seva aventura ni a casar-se per el tabú social de les vídues que es tornen a casar. La història acaba amb la mort de la vídua, de manera que el tutor és lliure de casar-se amb una parella socialment acceptable, però els amants estan obsessionats amb seguir la correcció confuciana i la moral tradicional i opten per morir. El 1924 la novel·la va tenir una adaptació al cinema amb el títol de "Jade Pear Spirit" produïda per Mingxing, també coneguda com Star Motion Picture Company, protagonitzada per les actrius Yang Naimei i Helen Wang (Wang Hanlun) i dirigida per Zhang Shichuan.

#### Popularitat
Amb l'ajut de diferents canvis socials i socioculturals, alguns autors de l'Escola van assolir un alts nivells de popularitat. El creixement demogràfic amb una classe mitjana emergent especialment a la ciutat de Shanghai, el creixement de l'industria editorial i de les bibioteques, van possibilitar que algunes publicacions arribessin a tenir entre mig i un milió de lectors. El 1906, es van publicar fins a 66 diaris i publicacions periòdiques a Shanghai, el nombre total de diaris i publicacions periòdiques publicats a tot el país va arribar als 239. Juntament amb les notícies de política, els diaris també publicaven articles de poesia i entreteniment, que després van evolucionar cap a "suplements", i el desenvolupament dels suplements va provocar l'aparició i la publicació de revistes literàries.
Entre els autors més populars cal destacar a He Haiming, Su Manshu i Zhang Henshui i Xu Zhenya que amb "Jade Pear Spirit" va arribar a les trenta-dues reimpressions i un volum de vendes de   més de 20.000 còpies en els seus dos primers anys. Es va reeditar com a sèrie de revista del 1914 al 1919. Segons el crític literari C. T. Hsia, *Jade Pear Spirit* va ser un dels llibres més (si no el més) impresos de l'era republicana xinesa, que va durar gairebé 40 anys, del 1912 al 1949.
Molts dels autors de l'Escola provenien de la literatura tradicional i es van convertir en escriptors professionals d'aquest estil inicialment a Shanghai i després a ciutats com Tianjin i Pequín. Molts intel·lectuals, amb l'esperança de guanyar-se la vida, sobretot després de l'abolició dels exàmens imperials el 1905, es van dirigir a aquesta mena de literatura, aprofitant l'èxit entre la nova burgesia urbana.

#### Crítiques
Aquestes històries sobre l'amor melodramàtic i tràgic van ser molt criticades pels intel·lectuals de la seva època, especialment pels cercles anomenats progressistes del moviment del quatre de maig que van defensar un model cultural totalment diferent, iconoclasta i avantguardista, denigrant formes populars de literatura com les anomenades “escoles de dissabte” (礼拜六派), l'escola dels ànecs mandarins i papallones i també l'estil wuxia. Van acusar als autors de frivolitat i cobdícia econòmica, aprofita els gustos més vulgars del poble. També van ser molt crítics els autors de la Lliga d'Escriptors Esquerrans, com Lu Xun.

## Escriptors i obres destacades
| Escriptor      | Obra significatica                               |
| -------------- | ------------------------------------------------ |
| Bao Tianxiao   | Shanghai Suite                                   |
| Cheng Xiaoqing | The Heart of the Mother                          |
| Feng Yuqi      | Girls for the True Love                          |
| He Haiming     |                                                  |
| Li Hanqiu      | Guangling Tide                                   |
| Su Manshu      | The Lone Swan                                    |
| Wu Woyao       | Bizarre Happenings Eyewitnessed over Two Decades |
| Xu Zhenya      | Jade Pear Spirit                                 |
| Xu Zhuodai     | Shadowplay Studies                               |
| Zhang Henshui  | A Pining Song for the Southern Country           |
| Zhou Shoujuan  | Till We Meet Again                               |